# Kill Billy
Kill Billy (Originaltitel: Her er Harold) ist ein norwegisch-schwedisches Filmdrama aus dem Jahr 2014, das auf dem Roman Ein ehrliches Angebot (2011) von Frode Grytten basiert. Regie führte Gunnar Vikene, der auch das Drehbuch schrieb. Premiere hatte der Film am 9. Oktober 2014, in den deutschen Kinos lief er am 23. Juni 2016 an.

## Handlung
40 Jahre lang hat Harold erfolgreich ein Möbelgeschäft in Norwegen geführt, bis IKEA eine Filiale direkt nebenan eröffnet. Ein halbes Jahr später ist er pleite. Seine Frau Marny ist dement, sein Sohn Jan hat fast keinen Kontakt mit ihm. Er bringt seine Frau in ein Altenheim, wo sie kurze Zeit später stirbt. Harold vergießt Möbelpolitur im Ladenraum, will das Geschäft abbrennen und selbst dabei umkommen. Dies misslingt, weil die Sprinkleranlage zuverlässig auslöst und den Brand löscht.
Harold packt einige wenige Dinge ein und fährt mit dem alten Saab zu Jans Haus. Sie trinken und machen Schießübungen im Keller. Harold hat die Idee, sich an dem IKEA-Gründer Kamprad zu rächen und ihn zu entführen. Jans Frau wirft beide aus dem Haus, weil sie mit Jan in Trennung lebt. Harold hat für sein Vorhaben Jans Pistole mitgehen lassen. Bei der Abfahrt gibt er Jan den Schmuck seiner Mutter und sagt ihm, dass sie tot ist.
Auf dem Weg nach Schweden schläft Harold im Auto ein. Am nächsten Tag findet die junge Frau Ebba ihn. Als er ihr von seinem Plan erzählt, bietet sie ihm an, ihm Kamprads Haus zu zeigen, das von einem scharfen Schäferhund bewacht wird. Gegen den Hund und gegen die Kälte wickelt sich Harold in Verpackungsfolie ein. Leider ist es nicht das richtige Haus. Ebba hat ihn angelogen. So einfach sei es nicht, an Kamprad zu gelangen.
Als er zurück nach Norwegen fahren will, hält er auf einer Landstraße bei einem liegengebliebenen Volvo. Dessen Fahrer stellt sich als Kamprad heraus. Harold entführt ihn erst in sein Hotelzimmer und später in den Wohnwagen von Ebbas Mutter. Während Harald und Ebba etwas zum Essen kaufen, flieht Kamprad, bricht aber im nahegelegenen, zugefrorenen See ein. Harold läuft mit seiner Pistole auf das Eis und bricht ebenfalls ein. Beide stecken bis zu den Armen in winterkalten Wasser. Ebba rettet sie mit einem stabilen Ast.
Wieder im Wohnwagen und mit warmen Sachen wollen Harold und Ebba ein Video drehen, das sie an die Medien geben wollen. Darin soll Kamprad sich für den „Pfusch“ entschuldigen, den er seinen Kunden verkauft hat. Kamprad gibt ihnen Tipps für das Video, verliest aber einen anderen Text, in dem er sich u. a. 10.000 geschaffener Arbeitsplätze rühmt. Da den beiden klar wird, dass die Entführung plan- und ziellos war, lassen sie Kamprad frei.
Harold bringt Ebba zurück zu ihrer alkoholkranken Mutter, deren Betreuung sie übernommen hat. Auf dem Weg zurück nach Norwegen entdeckt Harold im Kofferraum seines Autos den IKEA-Gründer. Beide fahren zu einer IKEA-Filiale, wo Kamprad in einem Anfall von Sinnkrise auch sein Gebäude abbrennen will. Harold fällt ihm in den Arm.
Er will sich endgültig auf den Rückweg machen. Doch sein Auto, das wiederholt Startprobleme hatte, verweigert den Dienst. Also macht er sich zu Fuß zur Wohnung seines Sohnes auf, der inzwischen in einer Hochhaussiedlung wohnt. Jan sagt zu ihm: „Komm’ rein, Papa!“.

## Rezeption
Der Filmdienst meint, Kill Billy sei eine „melancholische, mit lakonischem Humor und einigen dramatischen Akzenten erzählte Komödie“, die vor allem „dank der punktgenau eingesetzten Musik“ unterhalte.
Der Filmaffe vergibt 4 von 5 Punkten und bezeichnet Kill Billy als einen gelungenen Genremix, der den Kampf zwischen Schweden und Norwegen in liebevoller Weise persifliert.